# 亞沃里夫卡 (伊凡諾-法蘭科夫斯克州)
48°57′59″N 24°26′11″E / 48.96639°N 24.43639°E
亞沃里夫卡（羅馬化：Yavorivka）是烏克蘭的村落，位於該國西部伊萬諾-弗蘭科夫斯克州，由卡盧什區負責管轄，始建於1785年，面積11.28平方公里，2001年人口355，人口密度每平方公里31.5人。